# Ваља Маре де Криш (Бихор)
Ваља Маре де Криш (рум. Valea Mare de Criș) насеље је у Румунији у округу Бихор у општини Бород. Oпштина се налази на надморској висини од 319 m.

## Становништво
Према подацима из 2002. године у насељу је живело 511 становника, од којих су сви румунске националности.